# Alfesibea
Alfesibea – w mitologii greckiej córka Fegeusa, żona Alkmeona.
Porzucona przez męża dla Kallirroe, nakłoniła swoich braci Temenosa i Aksiona do zabicia Alkmeona i Kalliroe.